# Oligolepis acutipennis
Oligolepis acutipennis е вид бодлоперка от семейство Попчеви (Gobiidae).

## Разпространение и местообитание
Този вид е разпространен в Индия, Индонезия, Кения, Мадагаскар, Палау, Соломонови острови, Южна Африка (Квазулу-Натал) и Япония.
Среща се на дълбочина от 0,2 до 1,2 m, при температура на водата около 29 °C и соленост 34,1 ‰.

## Описание
На дължина достигат до 15 cm.